# Церковь Святой Бригитты (Турку)
Церковь Святой Бригитты (фин. Pyhän Birgitan ja Autuaan Hemmingin kirkko) — единственная католическая церковь в городе Турку, в Финляндии, освящённая в честь Бригитты Шведской.
В 1966 году в центральной части города Турку (Ursininkatu) было завершено строительство комплекса зданий католического прихода, включившего в себя служебные и административные помещения, а также гостиницу.
На 2005 год католический приход Турку насчитывал 1 194 членов и значительно увеличивается за счёт мигрантов из юго-восточной Азии и Польши.
В составе комплекса действует женский католический монастырь.